# Colorful Kiss ～12コの胸キュン！～
是戲畫在2003年3月14日發售的戀愛冒險類型成人遊戲，2007年12月14日發售對應Windows Vista的記念版（メモリアルエディション）。和Colorful系列第二作在內容上並無關聯。

## 登場人物
山邊咲（声：富永理惠）
大西小夏
柄澤美月（聲：草柳順子）
久保綾乃
岸和田楓花（聲：羽音摩美）
大西小春
葉野若葉
乙橘かんな
春日野倭（聲：紗久耶）
御崎由香里
三島輝
土堂乙女（聲：吉川華生）

## 主題曲
KOTOKO主唱、作詞、C.G mix作曲、I've製作的主題曲是網上「惹笑的電波歌曲」的代表之一。

## 外部連結
- 戲畫（页面存档备份，存于）（日語）
- .   [2007-10-21]. （原始内容存档于2003-04-03）.（日語）
- Colorful Kiss/Colorful Heart Memorial Edition（页面存档备份，存于）（日語）